# Trilepisium
Trilepisium là một chi thực vật thuộc họ Moraceae.
Bao gồm các loài:
- Trilepisium gymnandrum, (Baker) J.Gerlach